# Gor (Cameroun)
Pour les articles homonymes, voir Gor.
Gor est un village de la Région du Nord au Cameroun. Il est situé dans la commune de Madingring dans le département du Mayo-Rey.

## Géographie
Gor est localisé à 8°37‘59"N de latitude et 15°0‘0"E de longitude. Le village est à proximité des localités de Goetam (3,71 km), de Bisa (5,21 km), de Gounasou (5,21 km), de Djamje (6,63 km), de Tokolonwa (8,21 km), de Telbé (9,88 km) et de Baila (10,72 km).

## Population et société
En 2005, le village compte 5338 habitants

## Économie
Le village de Gor dispose d'un marché périodique comme c'est également le cas dans les localités de Sorombéo, Bongo et de Djémadjou. 